# Canal de la Marne au Rhin
Der Canal de la Marne au Rhin (deutsch Rhein-Marne-Kanal) ist ein Schifffahrtskanal im Nordosten Frankreichs in der Region Grand Est.

## Verlauf

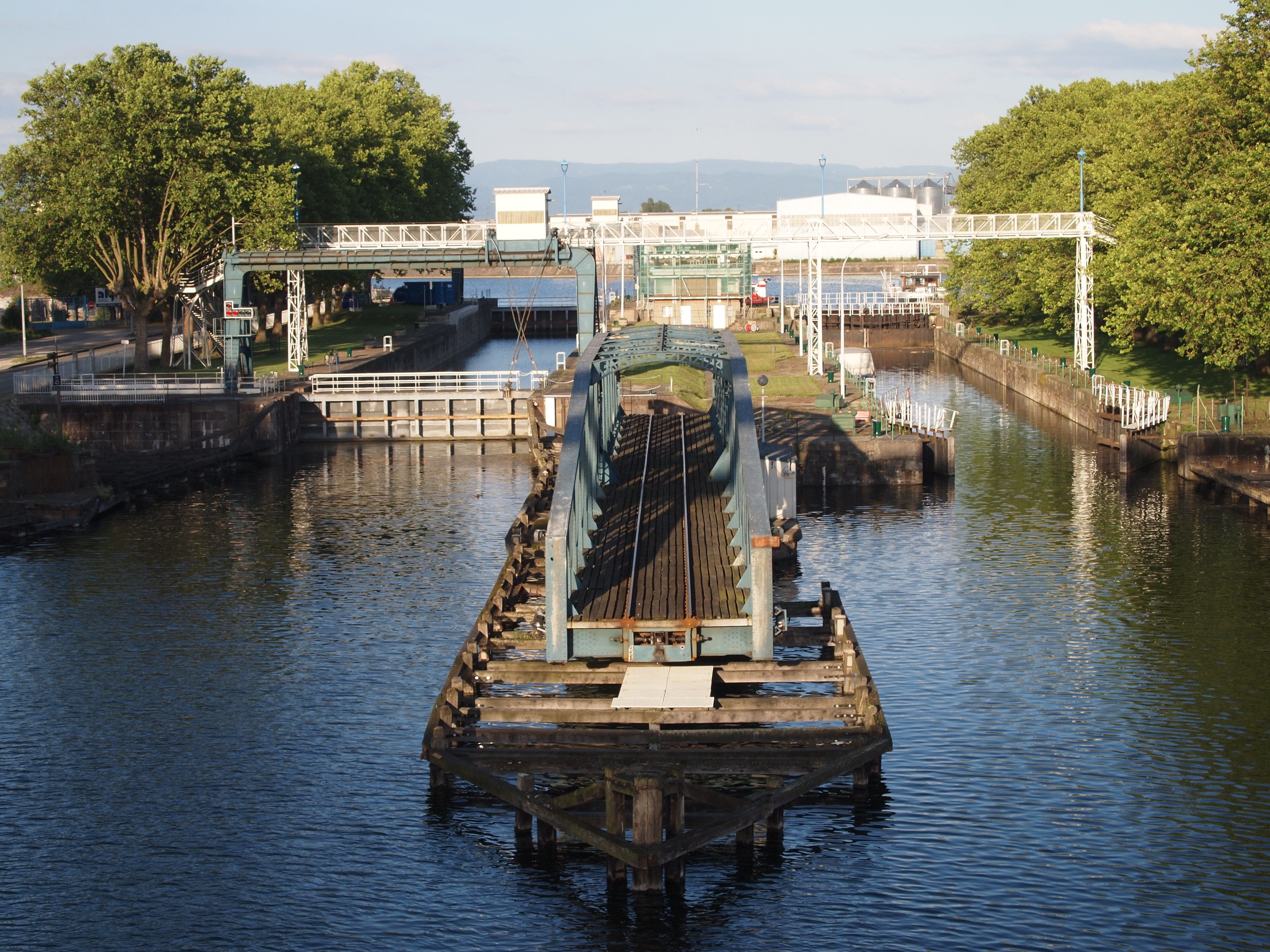
Geöffnete Eisenbahn-Drehbrücke und Schleusen am Kanalende im Hafen von Straßburg

Der Kanal verbindet den Canal latéral à la Marne (deutsch: Marne-Seitenkanal) und den Canal entre Champagne et Bourgogne (deutsch: Kanal zwischen Champagne und Burgund) mit der Mosel und dem Rhein.
Ausgangspunkt des Kanals ist die Stadt Vitry-le-François an der Marne. Der Kanal verläuft durch die Täler der Marne-Zuflüsse Saulx und Ornain bis nach Demange-aux-Eaux und quert bei Mauvages die Wasserscheide zwischen Marne und Maas. Nach der Wasserscheide folgt der Kanal dem Tal der Méholle und verläuft dann flussaufwärts im Maastal. Ab Pagny-sur-Meuse nutzt der Kanal das Tal eines früheren Oberlaufs der Maas, der durch eine Flussanzapfung im mittleren bis späten Pleistozän zum Oberlauf der Mosel wurde. Bei Foug quert der Kanal die Wasserscheide zwischen Maas und Mosel und steigt dann längs des Bachs Ingressin in das Moseltal hinab. Ab Toul verläuft der Kanal flussabwärts neben der Mosel und schwenkt dann bei Frouard in das Meurthetal ein. Im Meurthetal durchquert der Kanal die Stadt Nancy und biegt bei Dombasle-sur-Meurthe in das Sânontal ab. Bei Réchicourt-le-Château wird die Wasserscheide zwischen Mosel und Saar erreicht. Das Einzugsgebiet der Saar querend, wird bei Niderviller/Arzviller die Wasserscheide zum Rhein überschritten. Ab Arzviller folgt der Kanal der Zorn in ihrem Lauf durch die Vogesen und dem vorgelagerten Hügelland. Bei Brumath verlässt der Kanal das Zorntal und erreicht, Gewässer wie die Ill oder das Neubaechel kreuzend, Straßburg.
Von dem anfänglich 313 Kilometer langen Kanal wurde das Teilstück zwischen Toul und Frouard 1979 stillgelegt und durch die zur Großschifffahrtsstraße ausgebaute Mosel ersetzt. Heute noch in Betrieb sind der Westabschnitt zwischen Vitry-le-François und Toul und der Ostabschnitt zwischen Frouard und Straßburg, beide sind zusammen 293 Kilometer lang.

### Anschluss an andere Wasserstraßen
- in Vitry-le-François an den Canal latéral à la Marne und den Canal entre Champagne et Bourgogne,
- bei Demange-aux-Eaux zweigt ein Stichkanal nach Houdelaincourt ab, Länge 3,25 km,[3]
- bei Troussey zweigt der Canal de la Meuse (früher: Canal de l’Est, branche Nord) ab,
- in Toul an die kanalisierte Mosel,
- bei Frouard ebenfalls an die kanalisierte Mosel,
- östlich von Nancy führt der Canal de jonction de Nancy zum Canal des Vosges (deutsch: Vogesen-Kanal, früher: Canal de l’Est, branche Sud),
- in der Nähe von Gondrexange zweigt der Canal des Houillères de la Sarre (deutsch: Saarkanal) ab,
- in Straßburg an den Rhein und die Ill. Von der Ill und dem Straßburger Hafen kann der Nordabschnitt des Canal du Rhône au Rhin (deutsch: Rhein-Rhone-Kanal) erreicht werden.

### Koordinaten
- Ausgangspunkt des Kanals: 48° 43′ 48″ N, 4° 36′ 29″ O
- Endpunkt des Kanals: 48° 35′ 38″ N, 7° 48′ 13″ OKoordinaten: 48° 35′ 38″ N, 7° 48′ 13″ O

### Durchquerte Départements
- Marne
- Meuse
- Meurthe-et-Moselle
- Moselle
- Bas-Rhin

### Größere Orte am Kanal
- Vitry-le-François
- Bar-le-Duc
- Ligny-en-Barrois
- Toul
- Frouard
- Nancy
- Einville-au-Jard
- Saverne
- Hochfelden
- Straßburg

## Technische Infrastruktur

### Schleusen und Tunnel
Der Kanal ist vom Typus her ein doppelter Wasserscheidenkanal. Die Schleusen sind für Schiffe der Normgröße Freycinet ausgebaut. Er besteht in der Gegenwart aus folgenden Teilabschnitten:
- dem Westabschnitt von Vitry-le-François bis Toul mit 97 Schleusen, bestehend aus:
  - der Marne-Treppe von Vitry-le-François (101 m)[4] bis Demange-aux-Eaux mit 70 Schleusen[5] und einem Höhenunterschied von 180 Metern.
  - der 9,2 Kilometer langen Scheitelhaltung von Mauvages (281 m) mit dem 4.880 Meter langen Mauvages-Tunnel. Ab 1887 wurden die Schiffe von zwei dampfbetriebenen Kettenschleppschiffen,[6] seit 1912 von einem elektrischen Kettenschlepper durch den Tunnel gezogen.[7] Im Jahr 2011 wurde der Schlepper stillgelegt, seitdem fahren Boote nach Voranmeldung im Konvoi mit eigener Motorkraft durch den Tunnel. Ein Bediensteter der VNF fährt dabei mit dem Fahrrad auf dem Treidelpfad nebenher.[8]
  - der Moseltreppe von der Scheitelhaltung bis Toul mit folgenden Teilabschnitten:
    - obere Schleusentreppe im Tal der Méholle zwischen Mauvages und Vacon mit 12 Schleusen und einem Höhenunterschied von 35 Metern.
    - Maashaltung (246 m) mit einer Länge von 19,4 Kilometer mit der Kanalbrücke über die Maas bei Troussey. Am östlichen Ende liegt der Tunnel von Foug mit einer Länge von 866 Metern.
    - untere Schleusentreppe zwischen Foug und Toul (203 m) mit 15 Schleusen und einem Höhenunterschied von 43 Metern.
- Ostabschnitt von Frouard bis Straßburg mit 58 Schleusen; bestehend aus:
  - der Meurthe-Treppe von Frouard (Kanal 198 m) bis Réchicourt-le-Château mit 21 Schleusen, darunter die Schachtschleuse Réchicourt-le-Château, und einem Höhenunterschied von 69 Metern. Zwei weitere Schleusen liegen in der Verbindung Mosel–Hafen Frouard–Canal de la Marne au Rhin.
  - der 32,6 Kilometer langen Vogesen-Scheitelhaltung (267 m) mit zwei Tunnel von 480 und 2.310 Metern Länge bei Niderviller und Arzviller. Diese können die Schiffe heute mit eigener Kraft durchfahren (Einbahnregelung). Von 1930 bis 1977 waren zum Treideln dort zunächst elektrische Zugmaschinen und später eine Treidelbahn mit Elektrolokomotiven im Einsatz.[9]
  - der Rheintreppe von Arzviller bis Straßburg (136 m) mit dem Schiffshebewerk Saint-Louis/Arzviller, 33 Schleusen und einem Höhenunterschied von 131 Metern. Eine weitere Schleuse im Straßburger Hafen führt zum Rhein.

Im stillgelegten Mittelteil des Kanals zwischen Toul und Frouard lagen drei Schleusen. Besonders schwierig war die Trassierung im engen Moseltal bei Liverdun. Der Kanal unterquerte einen Bergsporn in einem 388 Meter langen Tunnel, überquerte auf einer Kanalbrücke die Mosel und erreichte dann die unterste Schleuse. An die Schleuse schloss sich die niedrigste, ursprünglich 17,6 Kilometer lange Haltung an, die zum Teil am Hang in beträchtlicher Höhe über dem Talgrund verlief und bis Jarville-la-Malgrange oberhalb von Nancy reichte. Das Teilstück ab Frouard gehört heute zum Ostabschnitt.

Kanaltunnel
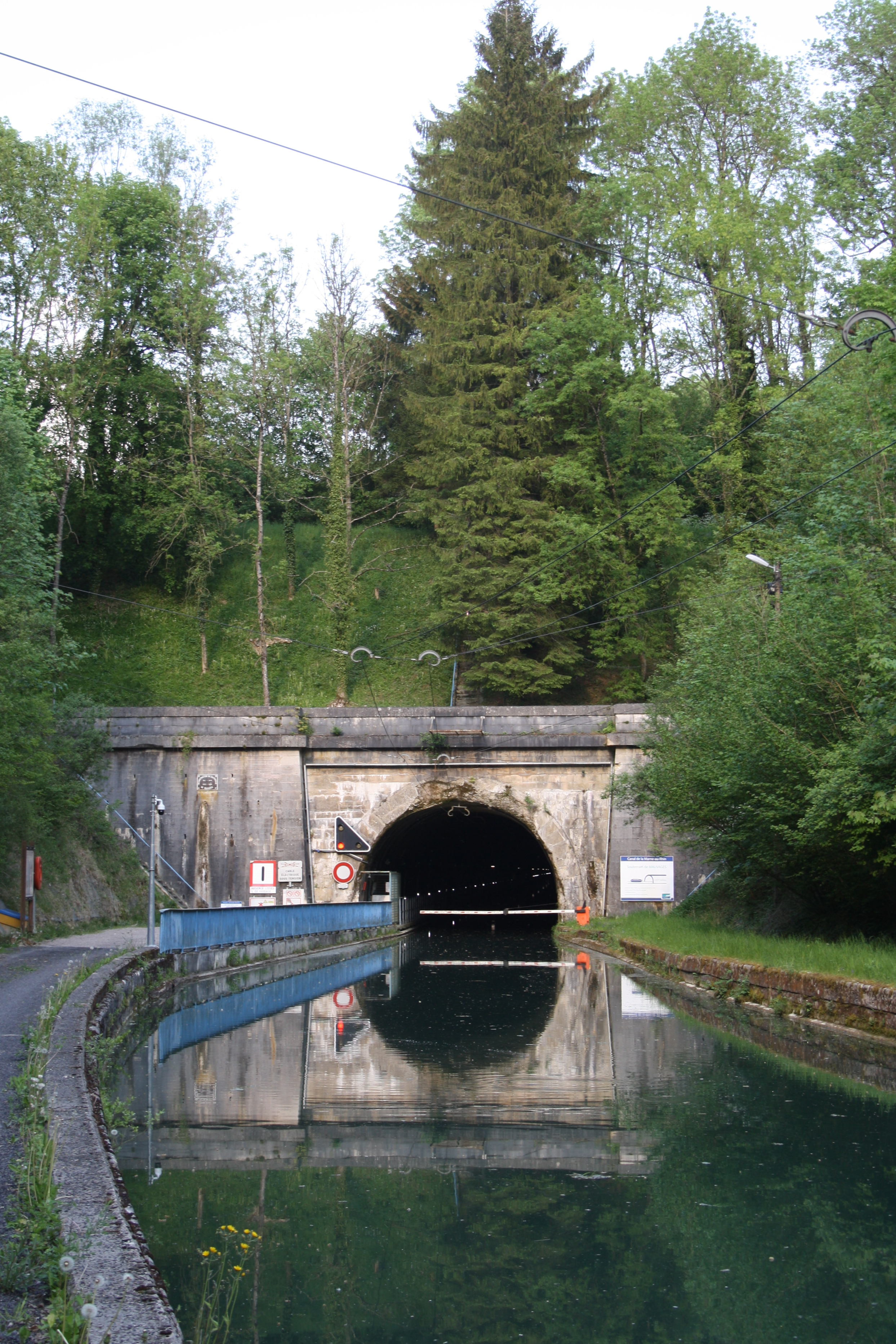
Tunnel de Mauvages, westlicher Tunnelmund
Kettenschleppschiff in Mauvages
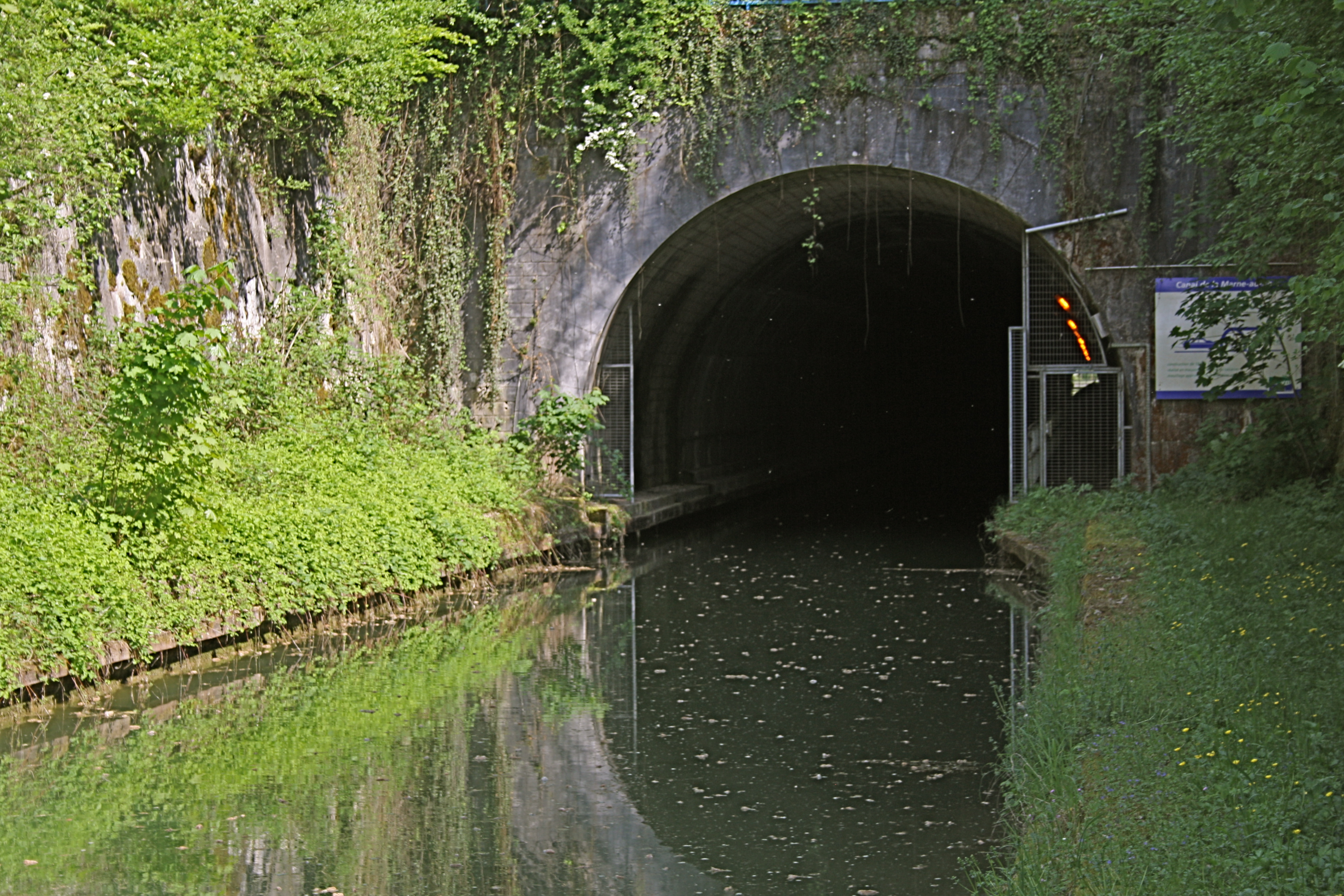
Tunnel de Foug
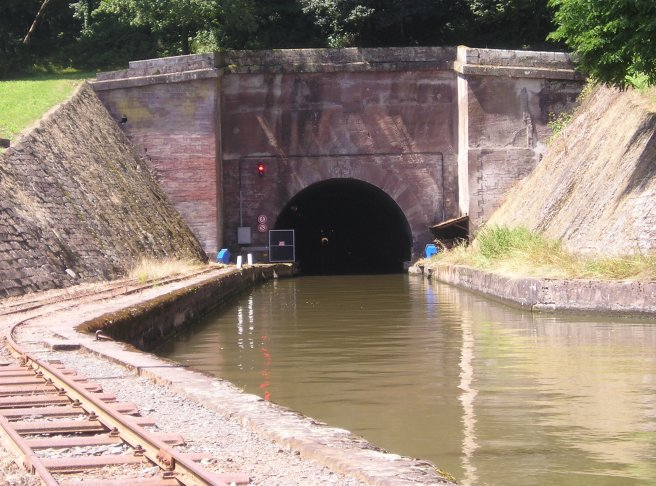
Östlicher Tunnelmund bei Arzviller mit Gleis der Treidelbahn
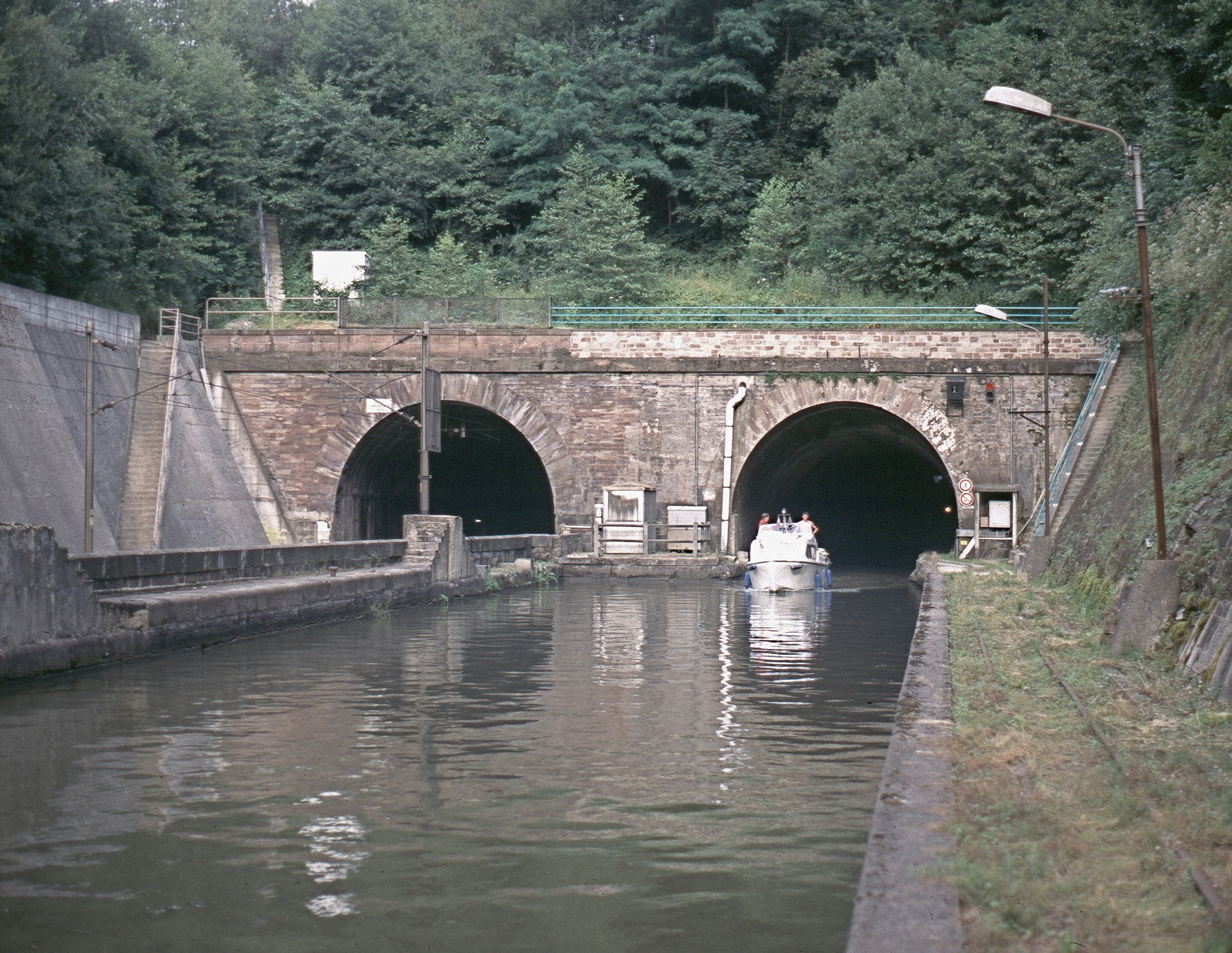
Westlicher Tunnelmund bei Arzviller, rechts das Gleis der Treidelbahn, links der Tunnel der Bahnstrecke Paris–Strasbourg
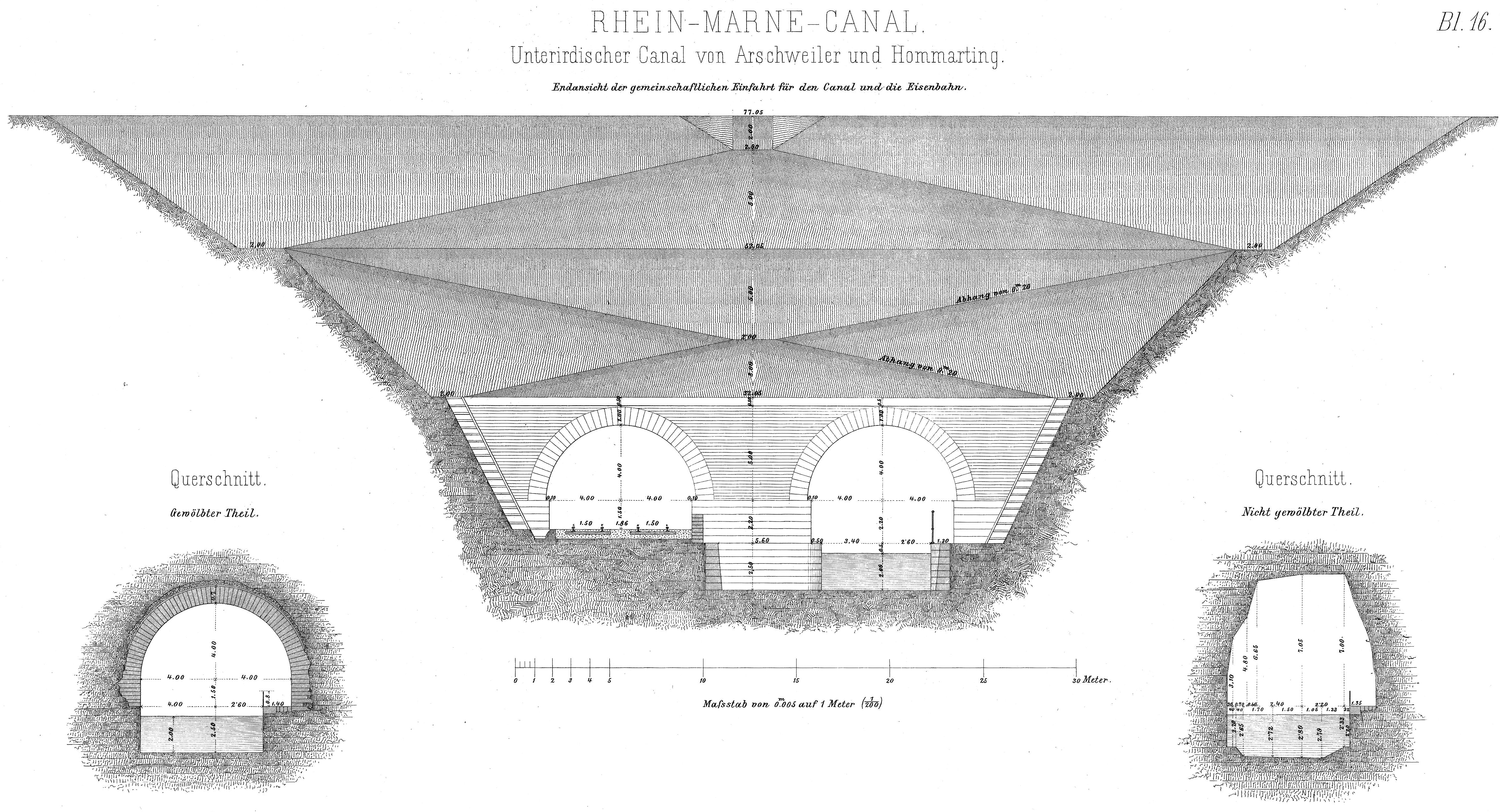
Unterirdischer Kanal von Arzviller (dt. Arzweiler) und Hommarting, Schnitte (1871)

### Wasserversorgung
Wie bei vielen Wasserscheidenkanälen ist die Wasserversorgung der Scheitelhaltungen des Canal de la Marne au Rhin schwierig, weil dort das Wasserangebot gering, der Verbrauch aber hoch ist.
Die westliche Scheitelhaltung bei Mauvages wurde anfänglich ausschließlich durch Zuleitung aus natürlichen Gewässern versorgt. Die weitaus wichtigste Entnahme erfolgte aus dem Ornain ⊙ über den Zweigkanal nach Houdelaincourt. Auch in der Gegenwart wird das Wasser vorrangig aus dem Ornain entnommen. Nach Untersuchungen der Universität Metz wurden in den 1990er Jahren bei Niedrigwasser knapp 90 Prozent des Abflusses für die Speisung des Kanals genutzt, was die Ökologie des Flusses schädige und Nutzungskonflikte auslöse.
Um 1880 wurde ein System aus Pumpwerken und Speisegräben gebaut, mit dem die westliche Scheitelhaltung mit Wasser aus der Mosel versorgt werden kann. An der Mosel entstanden bei Pierre-la-Treiche ⊙ und bei Valcourt ⊙ zwei Pumpwerke, die mit der Wasserkraft des Flusses angetrieben wurden. Sie hoben Wasser in einen Speisegraben, der bei Foug ⊙ in die Maashaltung mündete. Ein drittes, von Dampfmaschinen angetriebenes Pumpwerk wurde bei Vacon ⊙ gebaut. Das Wasser wird der Méholle und der Maashaltung ⊙ entnommen und in einen Speisegraben gefördert, der am Hang des Méholletals bis zur Scheitelhaltung ⊙ läuft.
Da die beiden Pumpwerke an der Mosel nicht mehr ausreichten, wurde 1897 ein zweites, mit Dampfmaschinen betriebenes Pumpwerk in Valcourt gebaut. Dieses mehrfach erweiterte und auf Elektromotoren umgebaute Pumpwerk ist heute das einzige, das Wasser von der Mosel zur Maashaltung hebt. An der Kanalbrücke über die Maas bei Troussey wurde vor 1932 ein elektrisch betriebenes Pumpwerk ⊙ gebaut, das Wasser aus der Maas in den Kanal fördert.
Die Vogesen-Scheitelhaltung, an die die Scheitelhaltung des Saarkanals angeschlossen ist, wird vorrangig mit dem Wasser der Saar versorgt. Hierfür wurde ein 7,6 Kilometer langer Speisekanal gebaut, der von der Weißen ⊙ zur Roten Saar ⊙ und dann zur Scheitelhaltung bei Hesse ⊙ führt. Da der Abfluss aus dem rund 175 km² großen Einzugsgebiet der Saar bei Trockenheit nicht ausreichte, wurde zusätzlich der Étang de Gondrexange mit einem rund 47 km² großen Einzugsgebiet genutzt. Das Stauziel des Sees wurde erhöht, so dass es 1,5 Meter über dem Wasserspiegel des Kanals lag. Dadurch stand ein Volumen von 6,3 Millionen m³ für Trockenzeiten zur Verfügung. Falls der Zufluss aus der Saar größer war als der Verbrauch, wurde Wasser in den Étang de Réchicourt abgelassen, um es auf der Meurthe-Treppe zu nutzen. Der ebenfalls erweiterte See hatte ein Nutzvolumen von 4,1 Millionen m³, sein Stauziel lag 2 Meter über der sechsten Haltung der Meurthe-Treppe.
Nach 1894 wurde der östliche Teil des Kanals für größere Schiffe ausgebaut. Um den dadurch größeren Wasserverbrauch zu decken, wurde das Stauziel des Étang de Gondrexange nochmals um 1,2 Meter erhöht. Zudem wurde am See ein Pumpwerk ⊙ gebaut, das bei hohem Abfluss der Saar Wasser vom Kanal in den See und bei Trockenheit Wasser aus dem See in den Kanal pumpt. Damit stand bislang nicht nutzbares Volumen des Sees unterhalb des Kanal-Wasserspiegels zur Verfügung; das Nutzvolumen stieg auf rund 16 Millionen m³. Die zum Antrieb der Pumpen nötige Energie wurde durch ein Wasserkraftwerk ⊙ erzeugt, das das Gefälle zwischen der Scheitelhaltung und dem Étang de Réchicourt nutzte.
Mit einem weiteren, 1919 errichteten, elektrisch angetriebenen Pumpwerk ⊙ kann auch Wasser aus dem Étang du Stock (Nutzvolumen 7,2 Millionen m³) für die Speisung der Scheitelhaltung genutzt werden. Auf diesen See wird zurückgegriffen, wenn der Étang de Gondrexange nahezu leer ist, da das Wasser in jedem Fall gepumpt werden muss.
An den Schleusentreppen ist die Wasserversorgung einfacher, da Wasser aus der höheren Haltung zufließt und mehr Möglichkeiten bestehen, Wasser aus benachbarten Gewässern einzuleiten. Zu den größeren Zuleitungen gehören eine Verbindung von der Zorn ⊙ unterhalb des Schiffshebewerks Saint-Louis/Arzviller und ein Speisekanal von der Meurthe ⊙ zum Kanal in Dombasle-sur-Meurthe ⊙. Ein Stausee bei Parroy ⊙ mit 1,5 Millionen m³ Fassungsvermögen dient ebenfalls der Versorgung des Kanals.
Nach Angaben aus den 1990er Jahren waren die Wasserreserven im Sânontal gering, so dass an den Schleusen Wasser in die höhere Haltung zurückgepumpt wurde. Im Juli 2022 musste die Verwaltung der Kanäle, Voies Navigables de France (Schifffahrtswege Frankreichs), nach drei Jahren mit wenig Niederschlägen  Teile des Kanals in der Umgebung von Toul wegen Wassermangels sperren.

## Geschichte

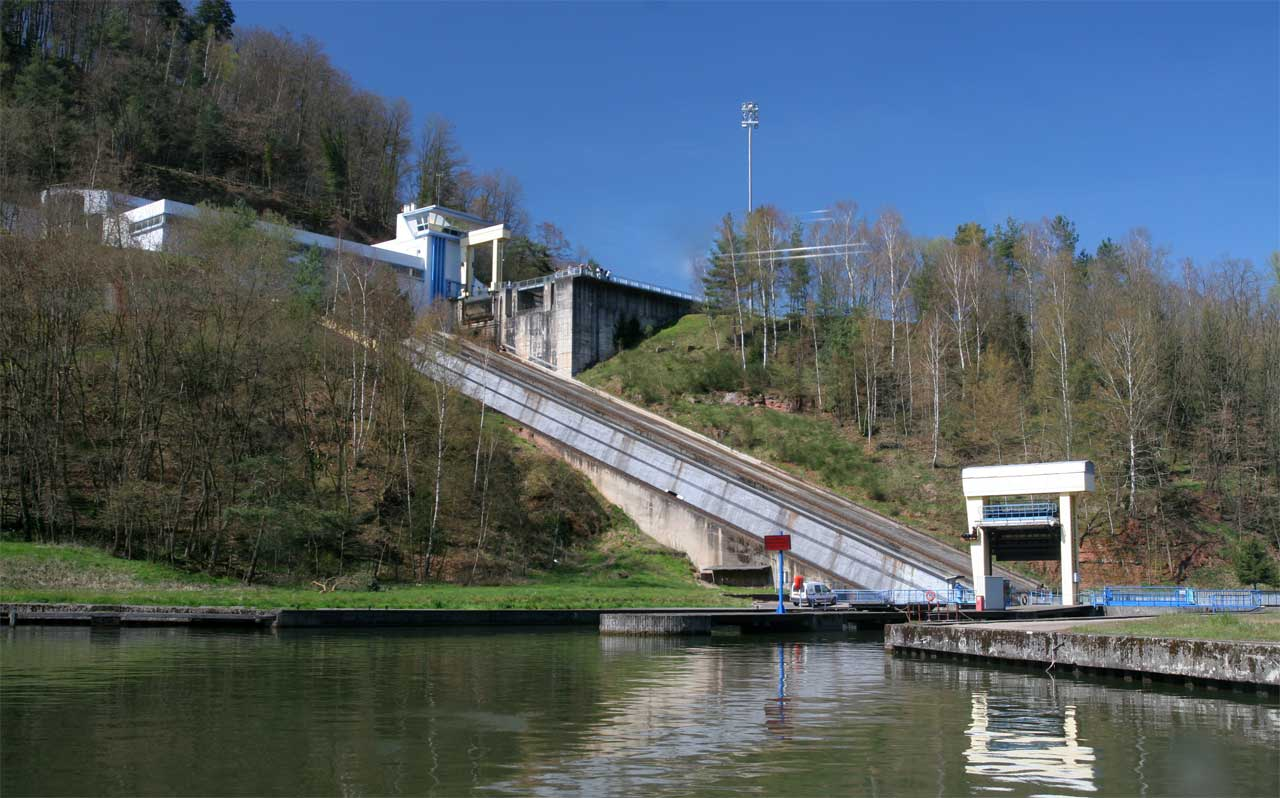
Schräg-Schiffshebewerk Saint-Louis/Arzviller

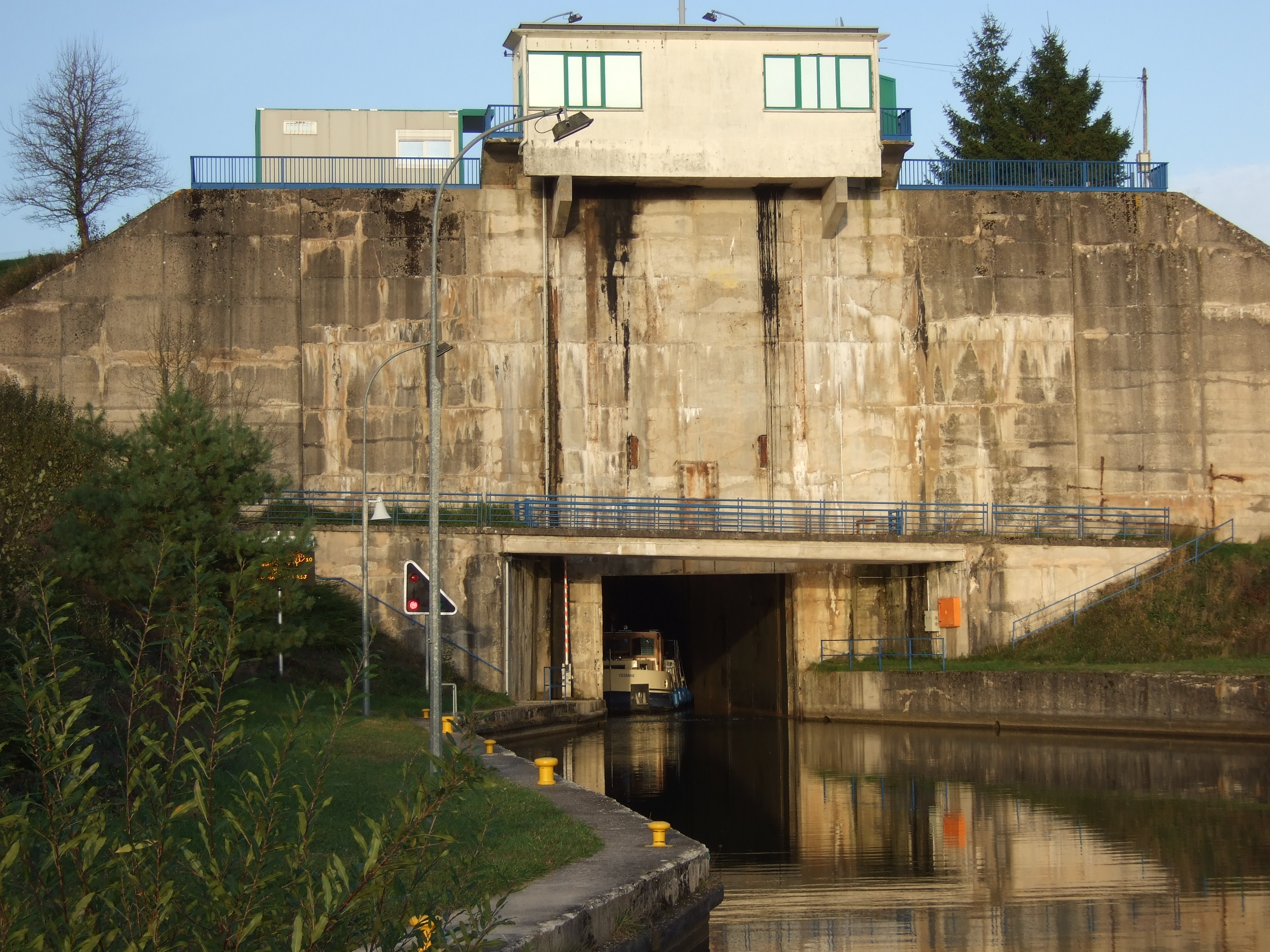
Untertor der Schleuse Réchicourt-le-Château – rechts oben und unten endeten die Treidelbahngleise

Eine erste Planung eines Kanals zwischen Marne und Mosel geht auf Vauban im 17. Jahrhundert zurück. Er schlug einen Kanal vor, der von Toul aus westlich bis Pagny-sur-Meuse durch das Val de Foug (Tal von Foug) gehen sollte. Das Projekt wurde noch einmal unter Leopold I. (Lothringen) im 18. Jahrhundert aufgenommen, aber nicht realisiert. 1827 erstellte der Ingenieur Barnabé Brisson (1777–1828) einen Plan zur Verbindung von Marne und Rhein. 
Die Arbeiten begannen kurz darauf. Sie wurden 1844 unterbrochen, weil das Parlament keine Mittel für den Weiterbau bewilligte, und ab 1846 fortgesetzt. 1853 wurde der Kanal eröffnet. 1855 war der Abschnitt zwischen Vitry-le-François und Nancy in normaler Benutzung, der Abschnitt von Nancy nach Straßburg wurde provisorisch befahren. Dies hatte Auswirkungen auf die Tarife, die staatlich geregelt waren.
In den Jahren 1964 bis 1969 wurde durch Bau des Schrägschiffshebewerks Saint-Louis/Arzviller die Schleusentreppe Arzviller mit siebzehn Schleusen abgekürzt. Die zwischen 1960 und 1965 gebaute Schleuse Réchicourt-le-Château, die mit einer Höhendifferenz von bis zu 16,10 Meter die höchste französische Schleuse in einem Freycinet-Kanal ist, ersetzte eine weitere Schleusentreppe mit sechs Schleusen.

## Wirtschaftliche Bedeutung
Heute hat der Gütertransport aufgrund der Vielzahl der Schleusen auf dem Kanal und ihren geringen Abmessungen keine Bedeutung mehr. Der Wasserweg wird jedoch intensiv für den Wassertourismus mit Sport- und Hausbooten genutzt. Entlang des Kanals haben sich Sportboot-Verleiher angesiedelt. Die Stadt Toul hat seit 2011 ihren Hafen ausgebaut und das Qualitätslabel „Pavillon Bleu“ erhalten. Sie hat auch den wirtschaftlichen Nutzen für die Stadt untersucht: Jeder Tourist auf einem Hausboot gibt im Schnitt 44 € in den Geschäften der Stadt pro Tag aus.
Der Treidelpfad am Kanal ist im Elsass (Département Bas-Rhin) von den Vogesen bis nach Straßburg zu einem stark frequentierten Radweg ausgebaut.

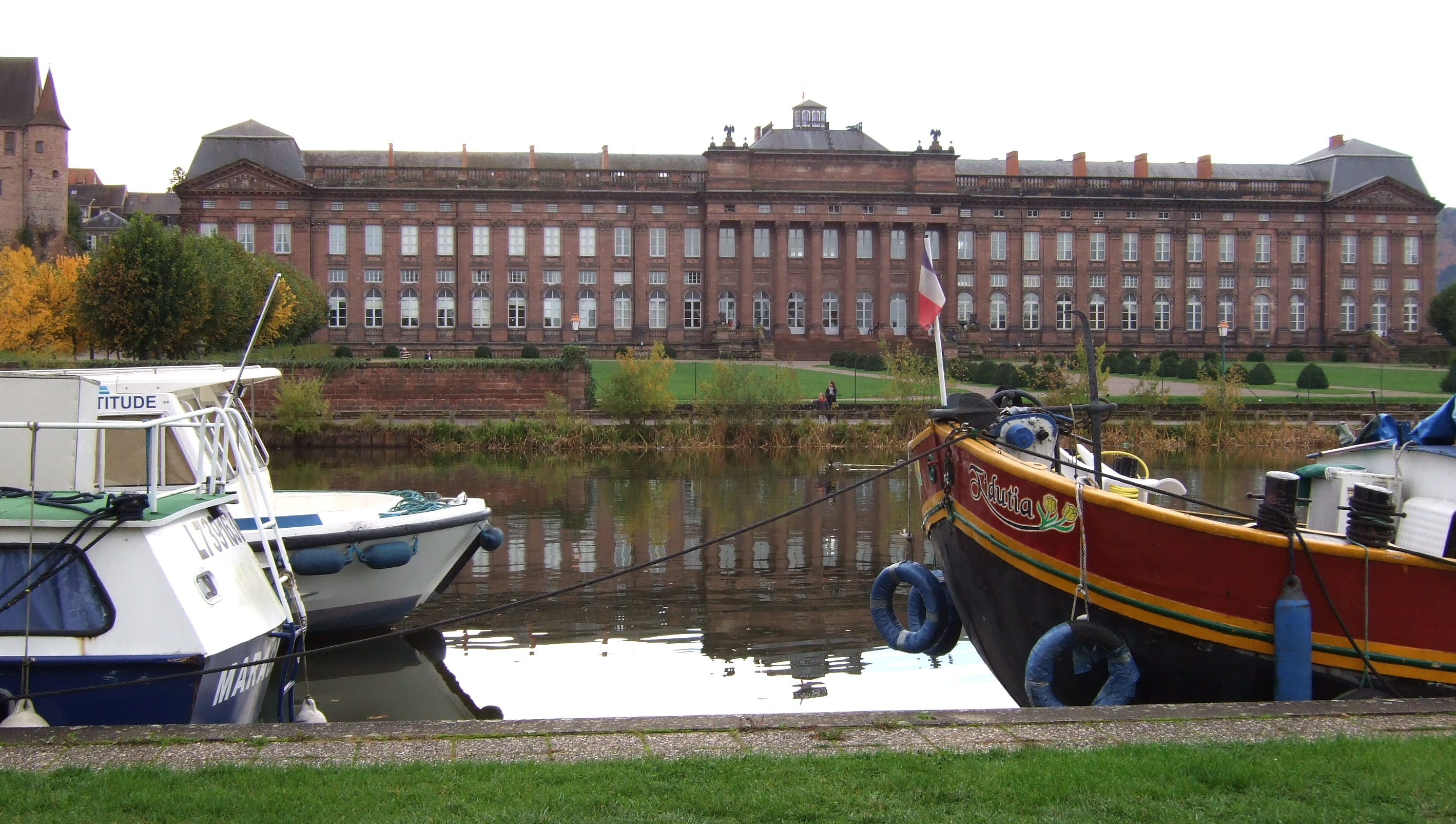
Das große Bassin in Saverne mit Rohan-Schloss
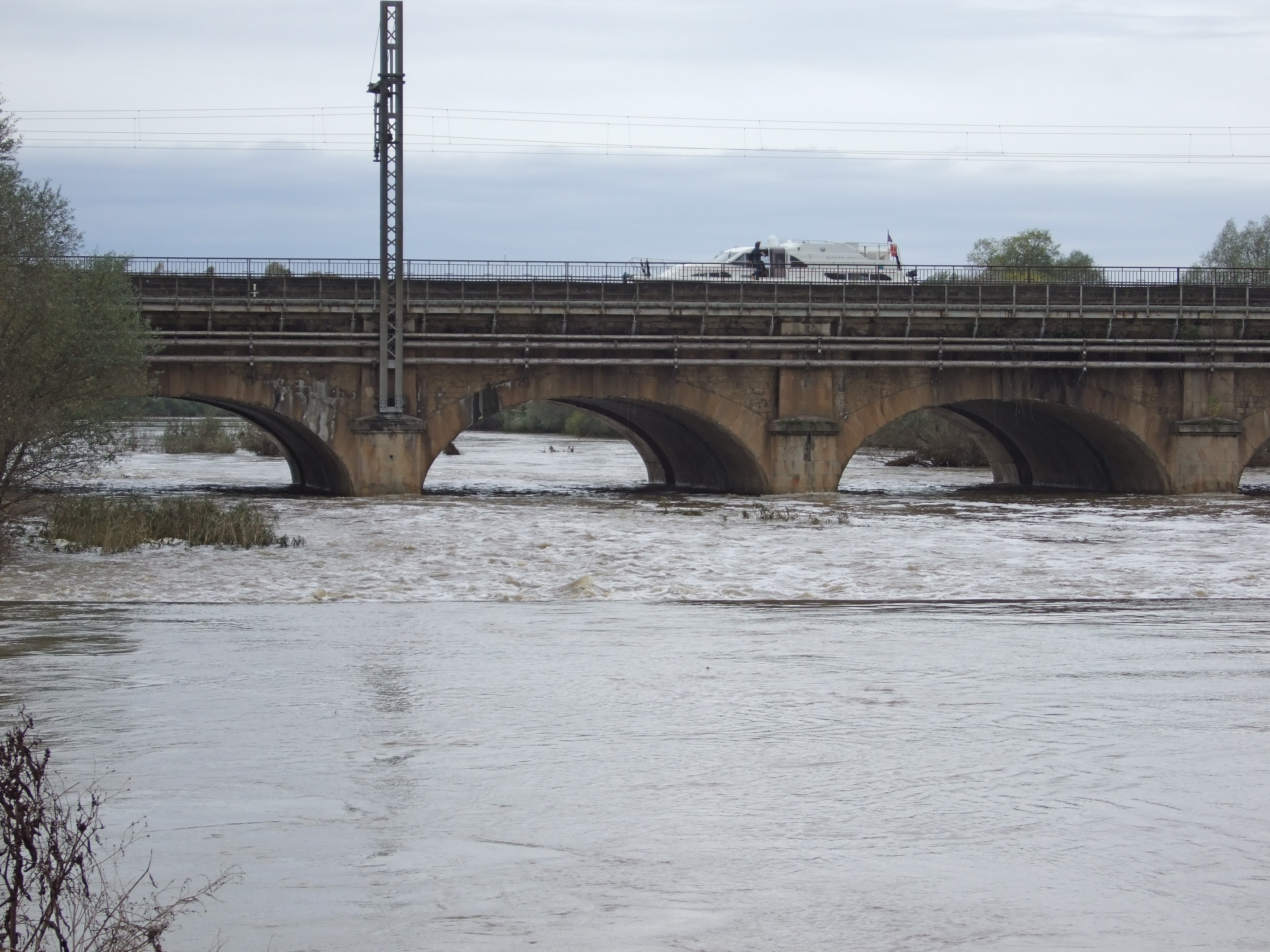
Kombinierte Kanal- und Eisenbahnbrücke über die Meurthe
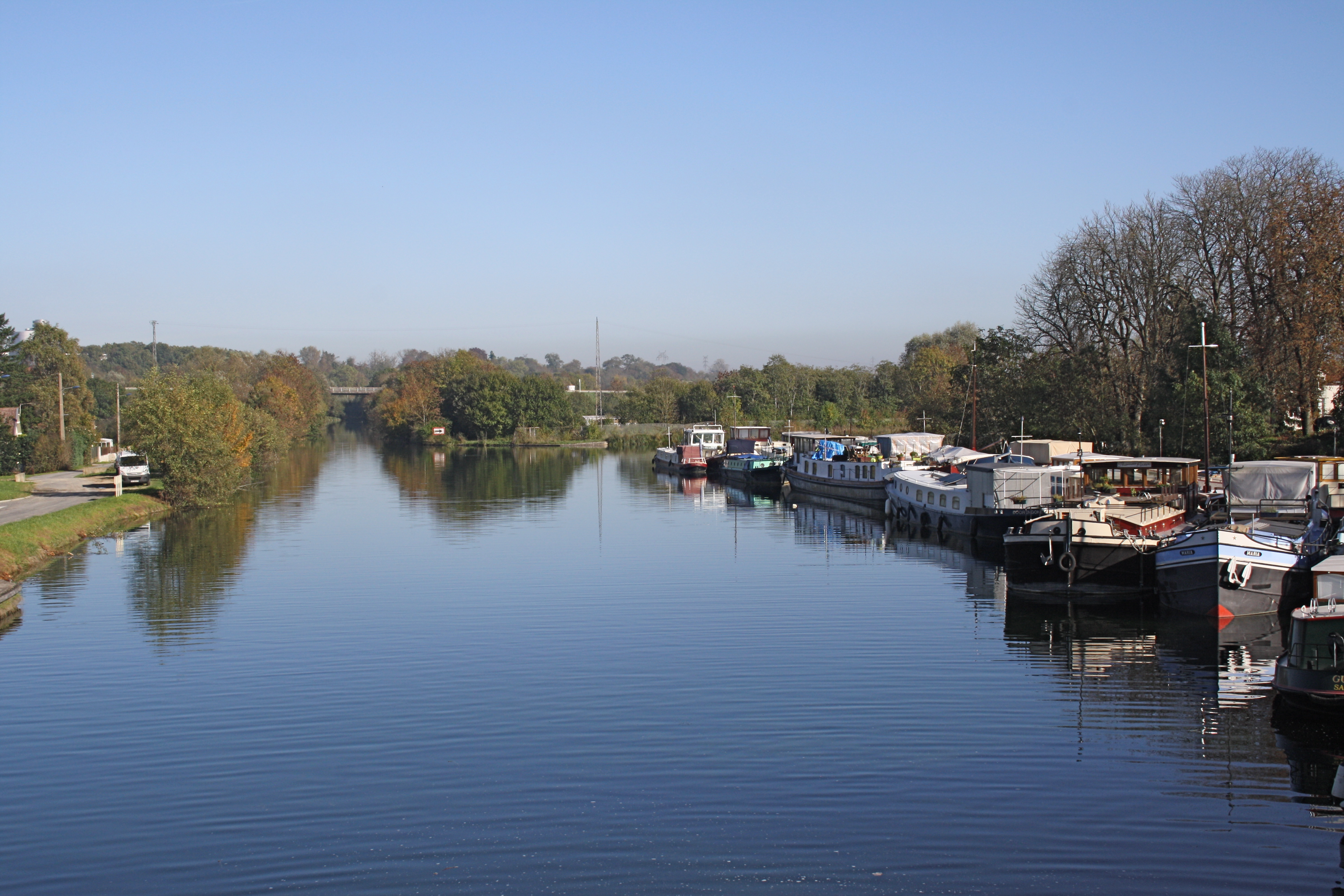
Kanalverzweigung in Toul: geradeaus der stillgelegte Abschnitt in Richtung Frouard, rechts abzweigend der neue Kanal zur Mosel

## Treidelbahn

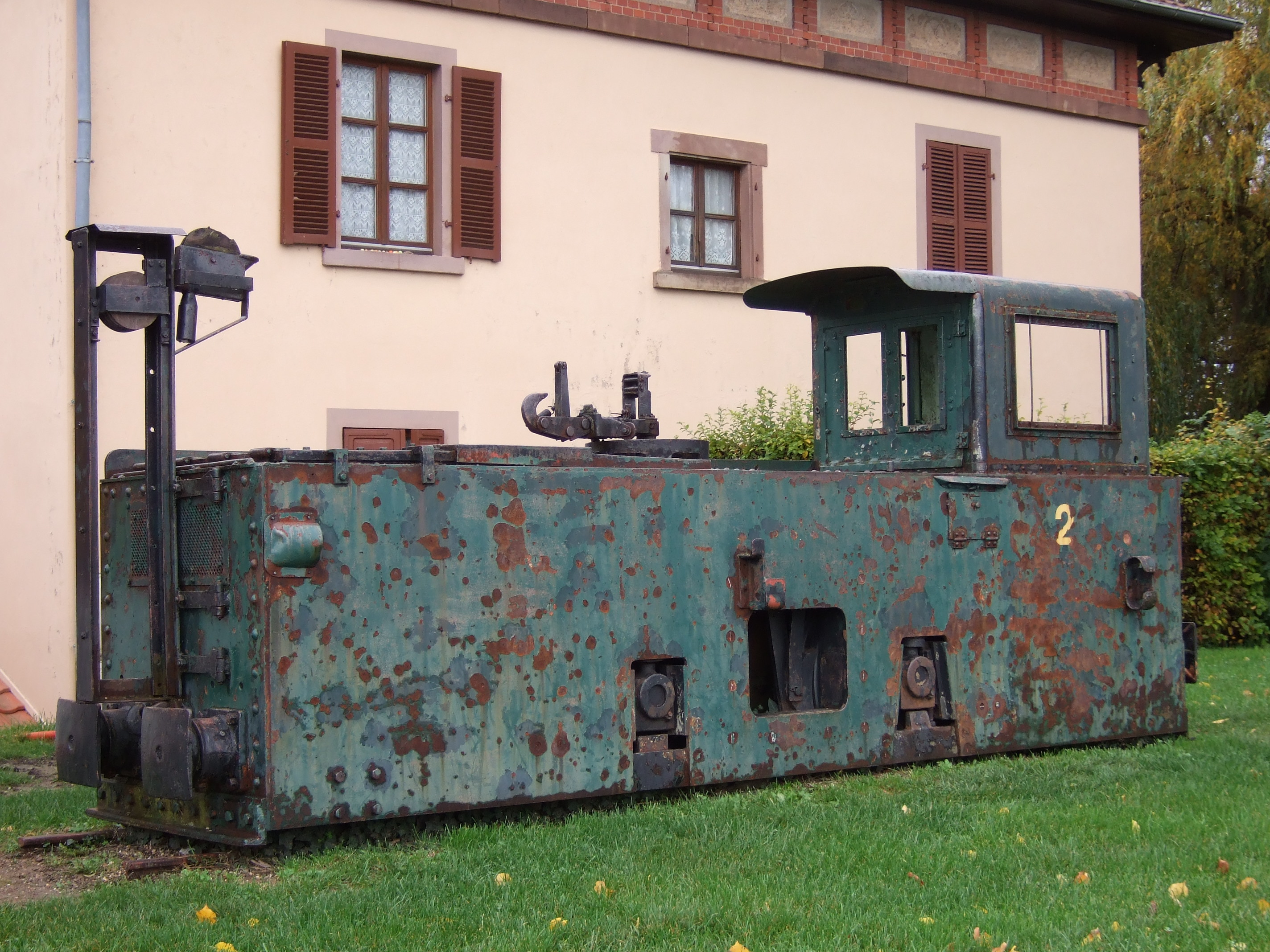
Ehemalige AEG-Treidellokomotive des Canal du Rhône au Rhin in Saverne

Bis 1930 wurde auf dem Kanal mit Pferden, von da an zunehmend elektrisch getreidelt. In einer Übergangszeit herrschte teilweise Mischbetrieb der beiden Treidelarten. Während westlich von Nancy schienengebundene Treidelbahnen gebaut wurden, wurden die Schiffe von dort bis Niderviller von unter Oberleitungen elektrisch betriebenen Zugmaschinen gezogen. Erst in den 1950er Jahren wurden diese durch auf Gleisen laufende Treidellokomotiven ersetzt. Auf dem Abschnitt im Industriegebiet im Osten Nancys kamen Schleppschiffe zum Einsatz.
Die Treidelbahn im Westabschnitt wurde von der Compagnie Générale de Traction sur les Voies Navigables (C.G.T.V.N.) betrieben und hatte 1000 mm Spurweite, die Bahn im Ostabschnitt zwischen Niderviller und Straßburg von der Traction de l’Est (TE) mit einer Spurweite von 600 mm. Die TE-Bahn hatte für diesen Zweck zehn zweiachsige Lokomotiven mit einem Endführerstand, der Zughaken für das Seil befand sich auf dem flachen Vorbau. Die Lokomotiven waren in der Regel zu zweit unterwegs und bewegten jeweils einen Schleppverband aus maximal fünf 350-Tonnen-Schiffen. In der Mitte der Strecke wurden die Zugseile und die Schleppverbände zwischen den Lokomotiven getauscht, die dann in Gegenrichtung weiterfuhren.
Nachdem 1964 die neue Schleuse Réchicourt-le-Château in Betrieb gegangen war, wurde die Treidelbahn dort unterbrochen. Die Gleise beider Ebenen endeten fortan an deren westlicher Mauer. 1970 wurde der Treidelbetrieb aufgegeben.

## Eisenbahnunfall von Eckwersheim

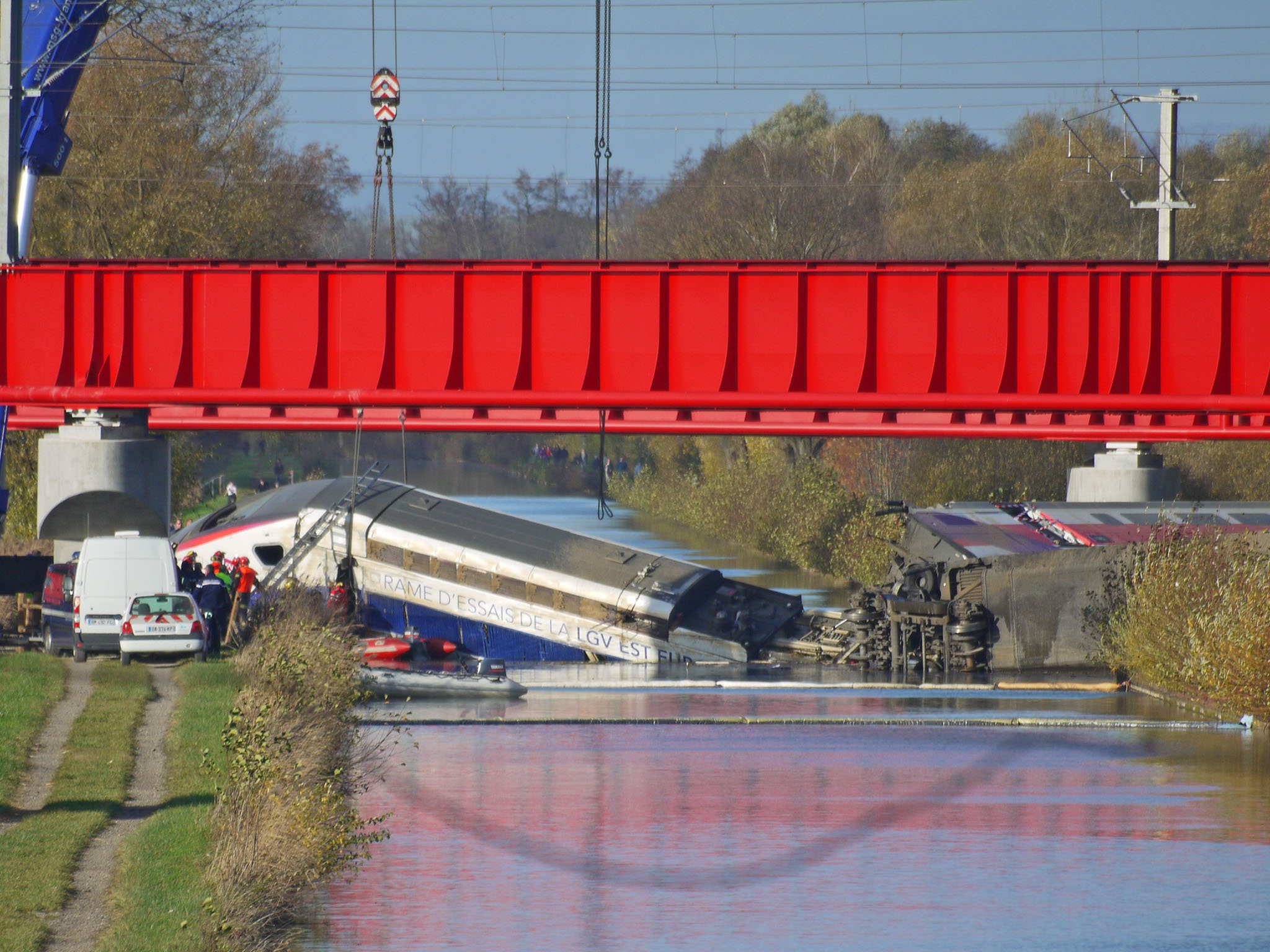
TGV-Triebkopf im Kanal bei Eckwersheim

Am 14. November 2015 entgleiste ein TGV-Testzug bei Eckwersheim nahe Straßburg an einer Brücke der Eisenbahn-Neubaustrecke LGV Est européenne über den Kanal. Ein Triebkopf stürzte ins Kanalbett, der Unfall forderte mehrere Todesopfer.